# Václav Verner (herec)
Václav Verner (* 7. února 1956) je český divadelní technik a příležitostný divadelní i filmový herec, který od svých 25 let působí v Divadle Járy Cimrmana. V divadle pracuje jako zvukař a osvětlovač, na jevišti pak ztvárňuje podobně jako další kulisáci několik menších nemluvných rolí, jejichž obsazení nebývá v programech zpravidla uváděno. To neplatí pro roli zkušeného technika v semináři hry Dobytí severního pólu, kterou Verner alternuje s Michalem Weigelem a Zdeňkem Škrdlantem, přičemž v posledních letech ji však hravá v podstatě výhradně poslední jmenovaný. Televizním divákům je známý z role asistenta (která se však v oficiálním textu hry nevyskytuje) v oficiálním videozáznamu hry Hospoda Na Mýtince z produkce České televize. Podílel se také na vzniku audioknihy Půlstoletí s Cimrmanem. Objevil se také ve filmu Nejistá sezóna, kde si zahrál v podstatě sám sebe.
V roce 2007 vystoupal spolu s horolezcem Radkem Jarošem a několika dalšími členy Divadla Járy Cimrmana na dosud nepojmenovanou horu v pohoří Altaj.
Je nositelem akademického titulu inženýr. Je společníkem firmy DJC, s. r. o., která zajišťuje divadelní techniku pro představení Divadla Járy Cimrmana a prodej jeho produktů. V letech 2004–2010 ve firmě zastával pozici jednatele.

## Divadelní role
- role techniků: Akt – promítač v semináři, Vyšetřování ztráty třídní knihy – asistent v semináři, Cimrman v říši hudby – asistent v semináři, Posel z Liptákova – asistent v semináři, Dobytí severního pólu – nezkušený technik Roman Macháček v semináři / herec znázorňující pojištěného rolníka v semináři, Afrika – kulisák Plch v semináři, Blaník – jeskyňka,
- herecké role: Dobytí severního pólu – zkušený technik v semináři.[7]

## Filmové role
- Nejistá sezóna (1987) – zvukař Václav Gelner (de facto sám sebe),[8]
- záznam divadelního představení Hospoda Na Mýtince (1997) – asistent v semináři,
- Expedice Altaj – Cimrman mezi jeleny (2007) – účastník altajské expedice (de facto sám sebe),[8]
- Cimrmani zblízka (2024) – sám sebe.

## Odkaz v kultuře
| „                                                         | Tam vždycky sedí Verner. | “ |
| — replika ze semináře ke hře Dlouhý, Široký a Krátkozraký |                          |   |